# 望江楼

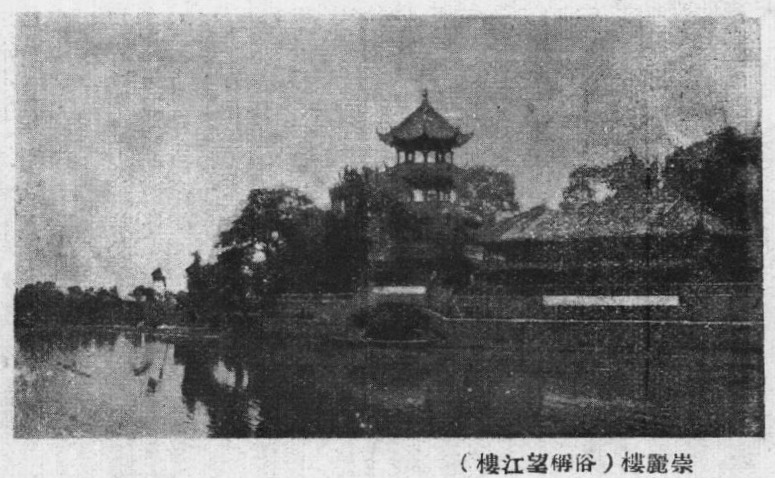
摄于1930年代

望江樓，原名崇麗閣，位於四川省成都市武侯区望江楼公園內，建于清光绪十九年（1889年）。木構四重檐八角琉璃瓦攢尖頂，通高27.98米。閣分四層，上邊兩層為八角形，下邊兩層是四方形，層層內收，結構精巧，造型獨特。濯錦樓與江面平行，二層，略似船舫，面闊五間，四面牆身飾雕花門窗，建築玲瓏空透，典雅樸素。吟詩樓二層三檐，四角軒敞。1991年4月16日公佈為四川省第三批文物保護單位。2006年5月25日作為望江樓古建築群的一部分公佈為第六批全國重點文物保護單位。